# 弗谢沃洛德·穆拉霍夫斯基
弗谢沃洛德·绥拉菲莫维奇·穆拉霍夫斯基（俄语：Всеволод Серафимович Мураховский；1926年10月20日—2017年1月12日），是苏联的政治家，苏共中央委员，曾任苏联部长会议第一副主席。

## 生平
1926年，出生。
1945年，加入苏军。
1946年，入党。
1954年，任共青团斯塔夫罗波尔市委第一书记。
1959年，任苏共斯塔夫罗波尔市委书记。
1961年，任苏共斯塔夫罗波尔地区委员会宣传与鼓动部部长。
1963年，任斯塔夫罗波尔执行委员会副主席。
1964年，任苏共斯塔夫罗波尔地区委员会科教部部长。
1965年，任苏共基斯洛沃茨克市委第一书记。
1970年，任苏共斯塔夫罗波尔市委第一书记。
1974年，任苏共斯塔夫罗波尔地区委员会书记。
1975年。任苏共卡拉恰伊—切尔克斯地区委员会第一书记。
1978年，任苏共斯塔夫罗波尔地区委员会第一书记。
1979年，为苏联最高苏维埃代表。
1981年，为苏共中央委员。
1985年，任苏联部长会议第一副主席兼国家农业工业委员会主席。
1989年，退休。
2017年，去世。